# Vnitřní nepřítel (Star Trek: Stanice Deep Space Nine)
Vnitřní nepřítel (v anglickém originále The Adversary; v původním českém překladu Protivník) je v pořadí dvacátá šestá epizoda třetí sezóny seriálu Star Trek: Stanice Deep Space Nine.
Měňavci provedou na Defiantu sabotáž, aby zahájili v Alfa kvadrantu válku, která by jej destabilizovala a udělila tak výhodu Dominionu.

## Příběh
Po povýšení na kapitána se Benjamin Sisko dozví, že na domovské planetě Tzenkethiů proběhl politický převrat a že by mohly být ohroženy blízké kolonie Federace. Defiant s velvyslancem Krajenskym na palubě vyrazí, aby pomohl s vyjednáváním. Cestou zachytí nouzové volání z jedné z kolonií, kterou právě přepadli Tzenkethiové. Při opravě komunikačního vedení ale O'Brien s Dax objeví zvláštní zařízení, která se připojila na všechny velící systémy, ovládají je a která jsou chráněna silovým polem. Protože se tam objevila až po startu (na stanici náčelník vše kontroloval) mají na palubě sabotéra.
Využijí detekci zbytkových tetryonových částic, které musely ulpít na osobě, která tato zařízení vložila do ovladače warpového jádra, a zjistí, že to byl velvyslanec Krajensky, respektive měňavec, který se za něj celou dobu vydával. Ten jim uprchne, zároveň se aktivuje maskovací zařízení i zbraně a loď bez možnosti ovládání míří zaútočit na Tzenkethie. Posádka si uvědomí, že celá jejich mise, vše co jim velvyslanec vykládal, může být lež, jak vtáhnout Federaci do války s Tzenkethii a destabilizovat Alfa kvadrant.
Po hodinách hledání a paranoidního jednání, neboť měňavec může být čímkoliv i kýmkoliv, je napadne využít krevních testů. Když se totiž „krev“ měňavce oddělí od zbytku těla, vrátí se tento oddělený kousek do tekutého stavu. Ani tento test však není úspěšný, neboť měňavec převzal podobu doktora Bashira a poté znovu unikl. Protože už jim zbývá pouze několik minut, než budou na dostřel od tzenkethijského osídlení, nařídí kapitán Sisko autodestrukci lodi. O'Brien se ještě snaží zrušit měňavcova silová pole a získat přístup k zablokovaným systémům, ve strojovně se však objeví dva Odové. Náčelníkovi se podaří překonat překážky a dostane se k systémům, jeden z Odů na něj proto zaútočí. Začne rvačka mezi sabotérem a skutečným konstáblem, který jej zabije. Loď je znovu pod kontrolou důstojníků, autodestrukce je zastavena a všichni se vrátí zpět na stanici, neboť celá akce skutečně byla výmyslem Tvůrců.
Na Deep Space Nine sdělí Odo kapitánu Siskovi, co mu měňavec před smrtí zašeptal: „Už je pozdě. Jsme úplně všude.“

## Zajímavosti
- Benjamin Sisko je povýšen na kapitána.
- V této epizodě je poprvé použit krevní test, který dokáže určit, jestli nevzali měňavci podobu jiné osoby.
- Odo se stane prvním měňavcem, který ublížil jinému, ačkoliv se to stalo v sebeobraně.
- Je potvrzeno, že Tvůrci již infiltrovali Alfa kvadrant. Tato skutečnost je poprvé nastíněna v epizodě „Kostky jsou vrženy“.